# Tang Jinhua
Dans ce nom, le nom de famille, Tang, précède le nom personnel.
Tang Jinhua, née le 8 janvier 1992 à Nanjing en Chine est une joueuse professionnelle de badminton spécialiste du double dames.

## Médailles en compétitions par équipe
| Rang          | Année | Compétition | Dernier adversaire |
| ------------- | ----- | ----------- | ------------------ |
| Médaille d'or | 2014  | Uber Cup    | Japon              |

## Résultats individuels

### Médailles en compétitions internationales
| Rang              | Année | Compétition                  | Partenaire | Derniers adversaires                       |
| ----------------- | ----- | ---------------------------- | ---------- | ------------------------------------------ |
| Médaille d'argent | 2013  | Championnats d'Asie          | Ma Jin     | Wang Xiaoli / Yu Yang                      |
| Médaille d'argent | 2010  | Championnats du monde junior | Xia Huan   | Bao Yixin / Ou Dongni                      |
| Médaille d'or     | 2009  | Championnats du monde junior | Xia Huan   | Suci Rizky Andini / Tiara Rosalia Nuraidah |

### Titres en tournois internationaux
| Année | Tournoi              | Partenaire    | Adversaires en finale                         |
| ----- | -------------------- | ------------- | --------------------------------------------- |
| 2016  | Open d'Allemagne     | Huang Yaqiong | Puttita Supajirakul / Sapsiree Taerattanachai |
| 2015  | Open de France       | Huang Yaqiong | Luo Ying / Luo Yu                             |
| 2015  | Open d'Indonésie     | Tian Qing     | Nitya Krishinda Maheswari / Greysia Polii     |
| 2015  | Masters de Chine     | Zhong Qianxin | Bao Yixin / Tang Yuanting                     |
| 2014  | Open de Singapour    | Bao Yixin     | Christinna Pedersen / Kamilla Rytter Juhl     |
| 2014  | Open de Suisse       | Bao Yixin     | Nitya Krishinda Maheswari / Greysia Polii     |
| 2014  | Open de Malaisie     | Bao Yixin     | Misaki Matsutomo / Ayaka Takahashi            |
| 2014  | Open de Corée du Sud | Bao Yixin     | Luo Ying / Luo Yu                             |
| 2013  | Open de Macao        | Bao Yixin     | Huang Yaqiong / Yu Xiaohan                    |
| 2013  | Open de Hong Kong    | Bao Yixin     | Ou Dongni / Tang Yuanting                     |
| 2013  | Open de France       | Bao Yixin     | Tian Qing / Zhao Yunlei                       |
| 2013  | Open du Danemark     | Bao Yixin     | Christinna Pedersen / Kamilla Rytter Juhl     |
| 2013  | Open des Pays-Bas    | Bao Yixin     | Anggia Shitta Awanda / Della Destiara Haris   |
| 2013  | Open du Japon        | Ma Jin        | Christinna Pedersen / Kamilla Rytter Juhl     |
| 2012  | Open de France       | Ma Jin        | Christinna Pedersen / Kamilla Rytter Juhl     |
| 2012  | Open du Danemark     | Ma Jin        | Misaki Matsutomo / Ayaka Takahashi            |
| 2012  | Open de Thaïlande    | Tao Jiaming   | Sudket Prapakamol / Saralee Thungthongkam     |
| 2012  | Open de Suisse       | Xia Huan      | Bao Yixin / Zhong Qianxin                     |
| 2012  | Open d'Allemagne     | Xia Huan      | Jung Kyung-eun / Kim Ha-na                    |
| 2011  | Masters de Chine     | Xia Huan      | Wang Xiaoli / Yu Yang                         |
| 2010  | Open GPG d'Inde      | Xia Huan      | Ng Hui Ern / Ng Hui Lin                       |
| 2010  | Open GPG d'Inde      | Liu Peixuan   | Gan Teik Chai / Ng Hui Lin                    |

 BWF Super Series Masters Finals
 tournois Super Series
 tournois Grand Prix Gold et Grand Prix